# 폴리글리실화
폴리글리실화(Polyglycylation)는 짚신벌레에서 발견된 특정 미세소관(예: axonemal)에서의 카르복실 말단 영역 튜불린의 번역 후 변형이다. 이 변형은 글루탐산의 잔기에서 발생한다. 포유 동불의 신경 세포에서도 나타난다.

## 같이 보기
- 폴리글루타밀화